# NGC 1450
NGC 1450 est une lointaine et vaste galaxie lenticulaire située dans la constellation de l'Éridan. NGC 1450 a été découverte par l'astronome américain Lewis Swift en 1886.

## Caractéristiques
Sa vitesse par rapport au fond diffus cosmologique est de 10 941 ± 56 km/s, ce qui correspond à une distance de Hubble de 161 ± 11 Mpc (∼525 millions d'al).